# Michael Houghton
Sir Michael Houghton (Londra, 1949) è un virologo britannico vincitore, insieme a Harvey J. Alter e Charles M. Rice, del Premio Nobel per la medicina 2020.

## Biografia
Nato nel Regno Unito nel 1949, all'età di 17 anni Houghton ha deciso di diventare un microbiologo dopo aver letto le pubblicazioni di Louis Pasteur. Houghton si è laureato in scienze biologiche presso l'Università dell'East Anglia nel 1972 e successivamente ha completato il dottorato in biochimica al King's College London nel 1977. Houghton è stato coautore di una serie di studi fondamentali pubblicati nel 1989 e nel 1990 che hanno identificato gli anticorpi dell'epatite C nel sangue, in particolare tra i pazienti a più alto rischio di contrarre la malattia, compresi quelli che avevano ricevuto trasfusioni di sangue. Questo lavoro ha portato allo sviluppo di un test di screening del sangue nel 1990. Lo screening del sangue diffuso, iniziato nel 1992 con lo sviluppo di un test più sensibile, da allora ha praticamente eliminato la contaminazione da epatite C delle forniture di sangue donate in Canada. In altri studi pubblicati nello stesso periodo, Houghton e i collaboratori collegavano l'epatite C al cancro del fegato. Nel 2013, il team di Houghton presso l'Università dell'Alberta ha dimostrato che un vaccino derivato da un singolo ceppo di epatite C era efficace contro tutti i ceppi del virus. Il vaccino è attualmente in sperimentazione clinica.

## Premi
- 1992 - Premio commemorativo Karl Landsteiner;
- 1993 - Premio Robert Koch;
- 1994 - Premio William Beaumont;
- 1994 - Premio Beatrice Vitiello;
- 1998 - Premio International Hepatitis Foundation;
- 1999 - Premio Hans Popper;
- 2000 - Premio Lasker;
- 2005 - Dale A. Smith Memorial Award;
- 2009 - Premio Hepdart alla carriera;
- 2013 - Nel 2013 è diventato la prima persona a rifiutare il premio internazionale della Fondazione Gairdner da 100 000 dollari affermando: "Ho sentito che sarebbe stato ingiusto da parte mia accettare questo premio senza l'inclusione di due colleghi, il dottor Qui-Lim Choo e il dottor George Kuo.";
- 2020 - Premio Nobel per la Medicina.[2][3]